# São Geraldo (Porto Alegre)
São Geraldo é um bairro da zona norte da cidade brasileira de Porto Alegre, capital do estado  do Rio Grande do Sul. 

## Histórico

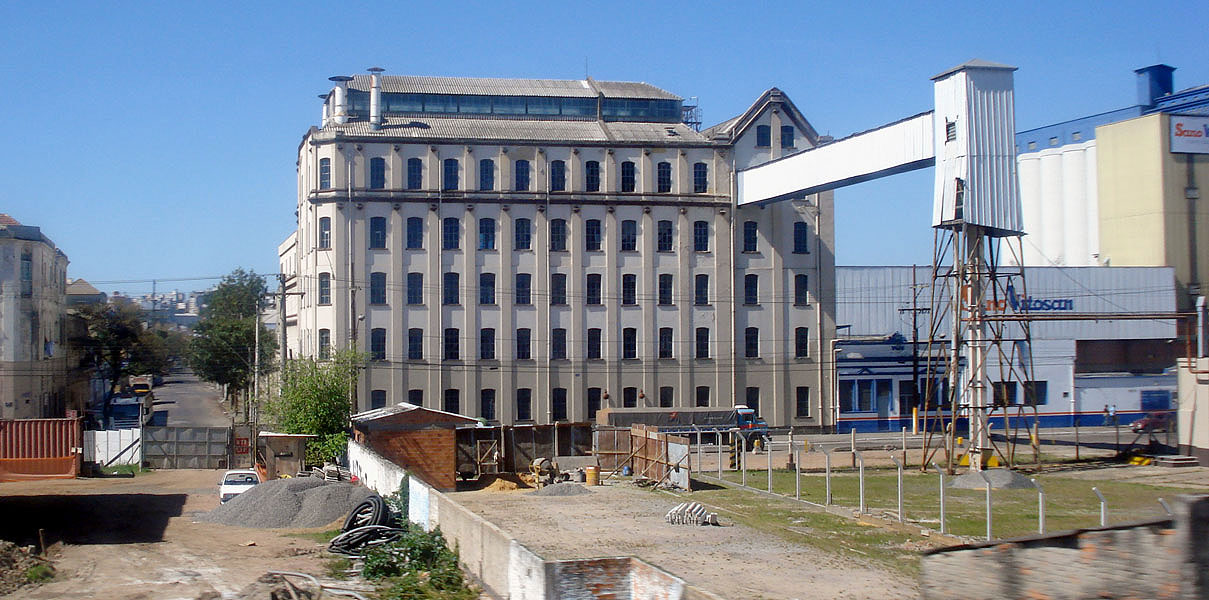
Moinhos Rio-Grandense, indústria moageira fundada em 1916 e atualmente desativada.

Por volta de 1895, a ocupação do São Geraldo se tornou efetiva com os loteamentos e a abertura de vias pela Companhia Territorial Porto-alegrense. Dentre as avenidas criadas, destacam-se a Amazonas, a Bahia, a Brasil, a Pará, a Paraná, a Pernambuco e a Maranhão, todas com nomes de estados brasileiros e existentes até hoje. Naquele mesmo ano, a Carris implantou a linha de bonde São João no bairro.
Muitos dos moradores são descendentes de imigrantes italianos e alemães; isso porque, segundo o cronista Ary Veiga Sanhudo, estes imigrantes permaneceram no local nos finais do século XIX, após desembarcarem na estação de trem Navegantes, quando estavam indo rumo a Novo Hamburgo. A presença de tais habitantes deixou suas marcas no bairro, como a fundação da Sociedade Gondoleiros, um clube de lazer, em 1915. 
A partir da década de 1940, Porto Alegre experimentou um momento de grande urbanização, ampliando e pavimentando avenidas, dentre as quais a Farrapos, que proporcionou ao São Geraldo e à sua região um maior desenvolvimento. Até os dias de hoje esta avenida representa a ligação do Centro com a área industrial da cidade.
Em 1949, seus moradores encaminharam um pedido de oficialização e delimitação do São Geraldo à Câmara de Vereadores de Porto Alegre, o que ocorreu com a Lei 2022 de 7 de dezembro de 1959. Em 2016 houve mudanças nos limites do bairro através da Lei 12.112/16.

## Características atuais
Atualmente, o São Geraldo é considerado um bairro que mescla características residenciais e comerciais. O bairro concentra, entre seus moradores, elevado número de descendentes de
imigrantes italianos e alemães.

### Marcos
Educação
- Escola Estadual de Ensino Fundamental Professora Branca Diva Pereira de Sousa
- Colégio Concórdia
- Colégio Santa Família
- Escola Estadual de 1º Grau Souza Lobo

Praças
- Praça Júlio Andreatta
- Praça Pinheiro Machado
- Praça São Geraldo

Outros
- Antigo Hospital da Criança Santo Antônio
- Companhia Nacional de Abastecimento (CONAB)
- Comunidade Evangélica Luterana Cristo
- Foro Regional do 4° Distrito
- Igreja de São Geraldo[3]
- Instituto Rio Grandense do Arroz (IRGA)[4][5]
- SESC Navegantes
- Sociedade Gondoleiros[6]

## Galeria

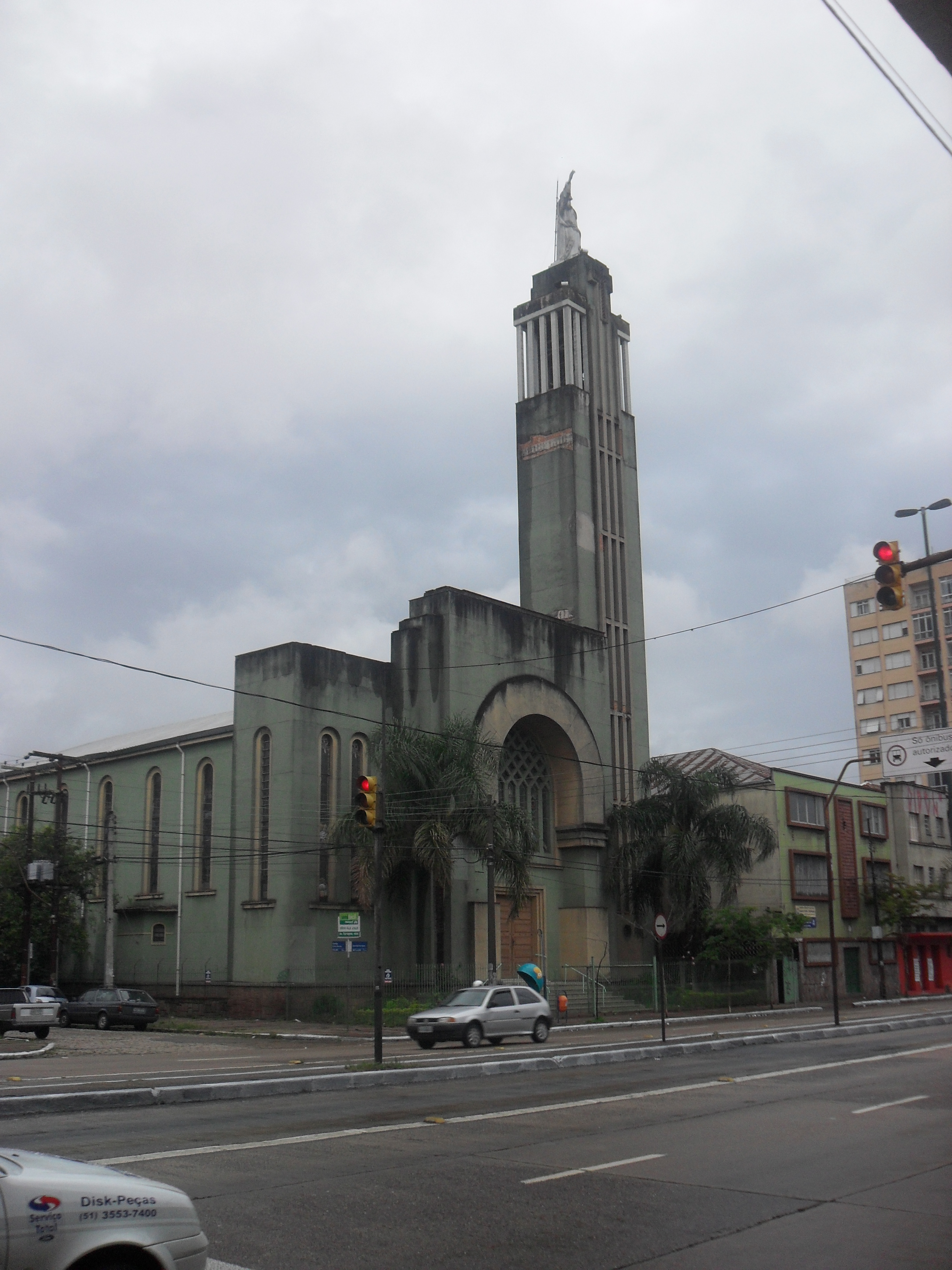
A Igreja de São Geraldo, localizada na Avenida Farrapos.

## Limites atuais
Ponto inicial e final: encontro da Avenida Benjamin Constant com a Rua Olinda; desse ponto segue pela Rua Olinda, por essa até a Avenida Pernambuco, por essa até a Rua Almirante Tamandaré, por essa até a Rua Conde de Porto Alegre, por essa até a Rua do Parque, por essa até a Rua Voluntários da Pátria, por essa até a Rua Consolação, por essa e por uma linha reta e imaginária na direção de sua projeção a partir da Avenida da Legalidade e da Democracia (antiga Avenida Presidente Castelo Branco), até encontrar o Cais Marcílio Dias, ponto de coordenadas E: 279.467; N: 1.678.736; segue pelo limite desse cais junto ao Lago Guaíba até o ponto de coordenadas E: 279.803; N: 1.679.586, localizado na projeção da Avenida Brasil; desse ponto, segue por uma linha reta e imaginária até o encontro da Rua Voluntários da Pátria com a Avenida Brasil, por essa até a Avenida Benjamin Constant, por essa até a Rua Olinda, ponto inicial.
Seus bairros vizinhos são: Floresta, Higienópolis, São João, Navegantes e Marcílio Dias.